# Nocturne, Op. 62 (Chopin)

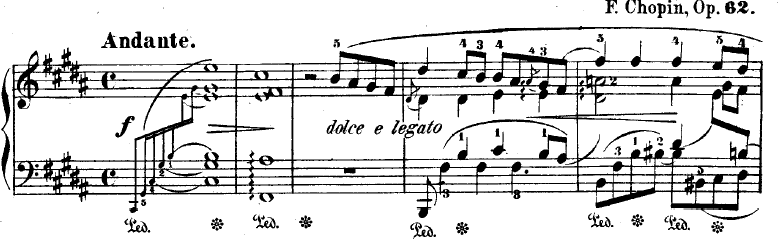
Barele de deschidere ale nocturnei Nr. 17 în B major.

Nocturne Op. 62 este un set de două nocturne compuse de Frédéric Chopin în 1846 și publicate în același an. Setul a fost dedicat lui Mdlle. R. de Konneritz. 

## Nocturna în B major, Op. 62 Nr. 1

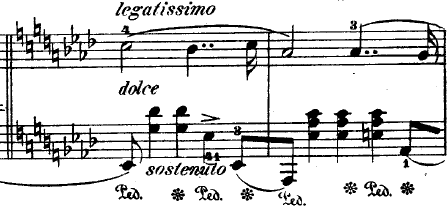
Tema secundară a nocturnei Nr. 17.

Una dintre ultimele sale lucrări, Nocturna în B major se deschide cu ceea ce ar putea fi descris ca un strigăt al bardului de corzi. După acordurile simple introductive, apare o melodie simplă în B major. La început, acțiunea se desfășoară ușor și fără probleme (dolce, legato). Dar cântecul devine curând declamație, condusă de o voce înaltă, dramatic ridicată, iar după o scală în mâna dreaptă, Chopin ne conduce spre secțiunea B a acestei formațiuni ternare formate (ABA) ale nocturnei.
Secțiunea de mijloc este umplută de acel sostenuto (într-un mare flat, mai degrabă străin de cheia B major), dar precedând această secțiune, muzica ezită și se oprește. Această secțiune B începe apoi încet, nu puternică sau explozivă, așa cum se întâmplă adesea în secțiunea mijlocie a nocturnei. Dimpotrivă, este ușor deranjat, inhibat, neliniște declanșată de jocul de sincopare a corzilor stângi. Chopin sfârșește sostenuto-ul cu subtilitate și delicatețe armonice extreme.
Secțiunea principală a Nocturnei revine din nou prin rotirea prin nota D # / E-flat, care este re-înțeleasă din secțiunea B a lui A-flat spre cheia de acasă a lui B major. În plus, această melodie de deschidere este împodobită prin figurarea continuă, incluzând multe trilogii, note de grație și alergări. Această înfrumusețare este similară cu cea a unei dao-aria italiană, în stilul italian belcanto: atunci când melodia principală sa întors, cântăreața nu avea doar dreptul, ci datoria de ao înfrumuseța în cel mai elaborat mod posibil, aruncându-și aptitudinile vocale.
Tema principală se termină cu o rezoluție solidă în B major, cu toate acestea există un coda deosebit de lung în această nocturnă. Această coda prezintă un număr de arpegii legato, care nu le ia niciodată departe de B major. În cele din urmă, codul se termină cu o simplă expresie armonică, care este destul de pașnică, având în vedere drama destul de misterioasă și enigmatică a complexului de nocturnă.
În lumea anglo-saxonă, B major Nocturna a primit numele unei flori exotice de sere: "Tuberose". James Huneker explică de ce: "melodia principală are farmec, un farmec fructat", iar întoarcerea în repriză "este slabită de un miros bolnav, bogat".

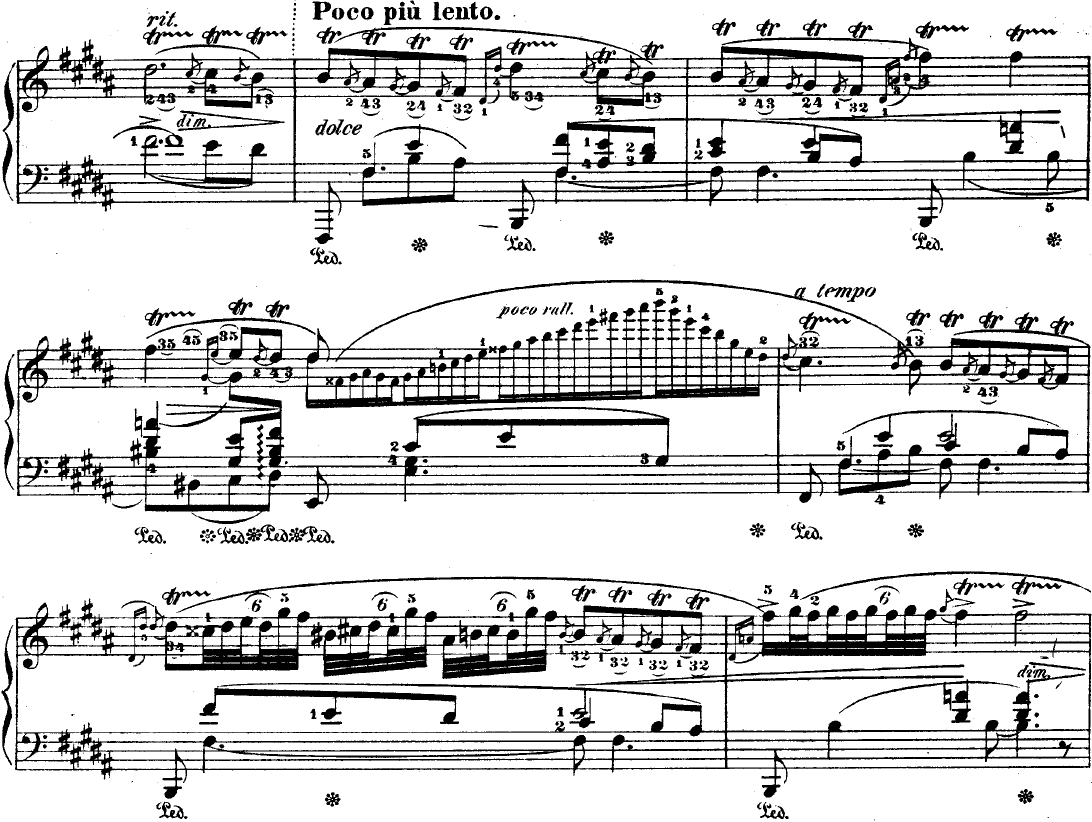
Înfrumusețarea bogată la întoarcerea la tema principală.

## Nocturna în E major, Op. 62 Nr. 2

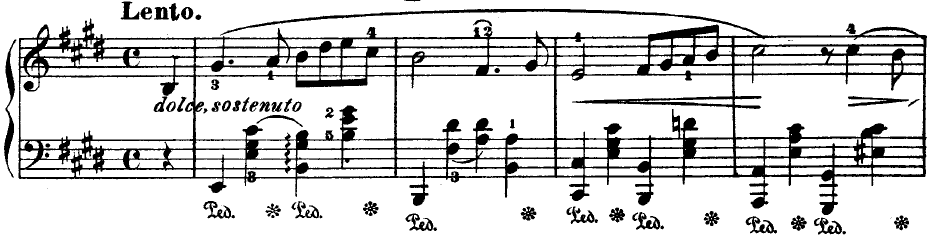
Barele de deschidere ale nocturnei Nr. 18 în E major.

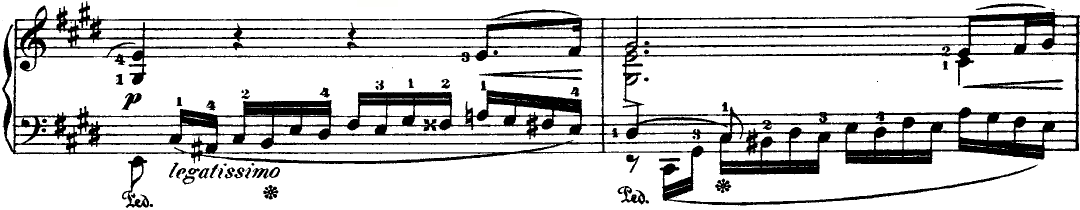
Melodia secundară a nocturnei Nr 18.

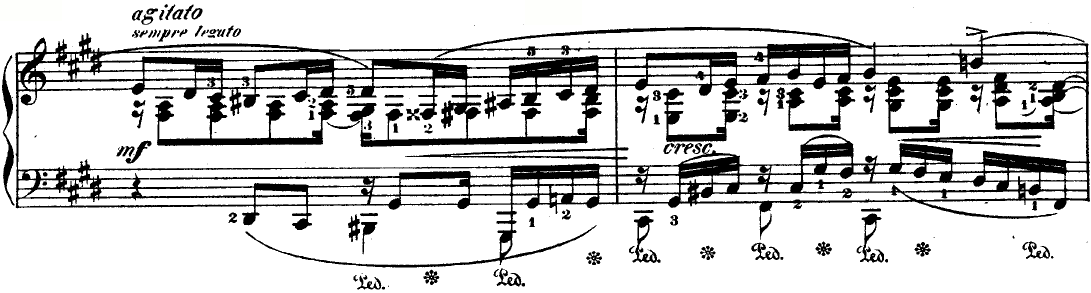
A treia temă din agitato a nocturnei Nr 18.

Nocturna în E major, Op. 62, Nr. 2 este o nocturnă reflexivă și contrapunctă, este un exemplu bun al bogăției rafinamentului și contrapunct al lucrărilor ulterioare ale lui Chopin. Structura tematică a nocturnei (ABCAB) constă dintr-o temă primară simplă și lentă în E major, urmată de o temă melodică secundară și cu mișcare mai rapidă, cu trasee de bas pentru alpinism. Aceasta conduce la secțiunea treia, agitato, tare și contrapunctă din C # minor, care are o interacțiune melodică între degetele LH și RH de sus, cu degetul RH și degetele în primul rând acompaniază. După această secțiune agitato, Chopin se întoarce la primul și al doilea subiect printr-un arpegiu disonant F major, cu un D # în bas, ducând la un B în bas, ecourea barelor inițiale ale piesei și revenirea la E major . Această întoarcere a primei melodii dă drumul la basul secundar, care conduce fără probleme în coda. În represaliile lor, aceste două teme melodice sunt însoțite de armonii ușor diferite, cu înfrumusețare modificată în mâna dreaptă, așa cum este tipic pentru secțiunea A a nocturnelor ternare Chopin. Nocturna se termină cu un simplu coda reafirmând solid cheia E major, o tehnică comună în alte nocturne, inclusiv Op. 62 Nr. 2 și Op. 9 Nr. 2.

## Legături externe
- Nocturnes Op. 62: la biblioteca International Music Scor (IMSLP)